# Matt Carasiti
Matthew Joseph Carasiti (né le 23 juillet 1991 à New Britain, Connecticut, États-Unis) est un lanceur droitier de la Ligue majeure de baseball.

## Carrière
Matt Carasiti est d'abord réclamé par les Rangers du Texas au 36e tour de sélection du repêchage de 2009. Il ignore l'offre, rejoint le  Red Storm de l'université de Saint John, et signe son premier contrat professionnel avec les Rockies du Colorado, qui le choisissent en 6e ronde du repêchage amateur de 2012.
Il fait ses débuts dans le baseball majeur avec les Rockies le 12 août 2016 et apparaît dans 19 matchs de l'équipe comme lanceur de relève en 2016.
Le 26 juin 2017, les Rockies échangent Carasiti, qui joue alors en ligues mineures aux Cubs de Chicago contre le lanceur droitier Zac Rosscup.